# Jan Vážný
Jan Vážný (1. ledna 1891 Praha – 18. dubna 1942 Mauthausen) byl profesor římského práva. Působil postupně na právnických fakultách Univerzity Karlovy v Praze, Univerzity Komenského v Bratislavě a Masarykovy univerzity v Brně.

## Život a působení
Právníkem byl už strýc František Vážný, významný soudce, a také jeho bratr František vystudoval práva a později byl docentem obchodního a směnečného práva. Jan absolvoval gymnázium v Truhlářské ulici v Praze, poté začal studovat na pražské právnické fakultě, kde v roce 1914 získal titul doktora práv. Pak vstoupil do služeb justice, roku 1919 byl jmenován soudcem Vrchního zemského soudu v Praze, soudil ale jen do roku 1921, protože zájem o vědu u něj brzo převážil nad právní praxí. Už na fakultě se velmi zajímal o římské právo, studoval jej u profesora Heyrovského, po absolvování se mu věnoval na univerzitě v Římě u profesora Bonfanteho. Roku 1920 se prací Actiones poenales habilitoval v Praze a už o rok později byl jmenován mimořádným profesorem římského práva na právnické fakultě nově založené Univerzity Komenského v Bratislavě, kde působil až do roku 1927. Za tohoto období absolvoval studijní pobyt u známého profesora Riccobona v Palermu a vydal např. spisy Římské právo obligační (I. 1924, II. 1927) a Custodia v právu římském (1925). Byl také členem Učené společnosti Šafaříkovy a dopisujícím členem Instituto di studi legislativi v Římě.
Posledním jeho pedagogickým působištěm byla brněnská právnická fakulta, kde už učil jeho strýc a později i bratr. Jedno funkční období zde byl děkanem. Účastnil se mezinárodních konferencí a vydal např. díla Římský proces civilní (1935), Vlastnictví a práva věcná (1937) nebo Pupilární substituce ve vývoji římského práva (1940). Systematické zpracování celého římského práva soukromého Soustava práva římského už nestihl dokončit. Po německé okupaci se zapojil do odboje, byl členem odbojové skupiny ÚVOD a v období tzv. první heydrichiády byl spolu s dalšími brněnskými pedagogy zatčen. Po výsleších na gestapu byl převezen do koncentračního tábora Mauthausen, kde podlehl nelidskému zacházení.